# Vaughanite
La vaughanite è un minerale.